# Paradiso 〜愛の迷宮〜
『Paradiso 〜愛の迷宮〜』（パラディッソ あいのめいきゅう）は、日本のバンドTUBEの49枚目のシングルである。2008年6月25日発売。発売元はソニー・ミュージックアソシエイテッドレコーズ。

## 概要
前作から2か月での発売となるシングル。初回生産限定盤はDVD付き。初回盤、通常盤初回分にはアルバムとのW購入者応募券封入。表題曲を収録したアルバム『Paradiso』の初回限定盤の特典DVDにプロモーションビデオのメイキングが収録されているが、プロモーションビデオ自体は商品化には至っていない。

## 収録曲
| 全作詞: 前田亘輝、全作曲: 春畑道哉。 |                                          |          |            |      |
| #                                    | タイトル                                 | 作詞     | 作曲・編曲 | 時間 |
| 1.                                   | 「Paradiso ～愛の迷宮～」                | 前田亘輝 | 春畑道哉   | 4:00 |
| 2.                                   | 「Te quiero (テ・キエロ)」               | 前田亘輝 | 春畑道哉   | 3:38 |
| 3.                                   | 「Paradiso ～愛の迷宮～ (Instrumental)」 | 前田亘輝 | 春畑道哉   | 4:01 |
| 合計時間:                            | 合計時間:                                | 11:39    |            |      |

| #  | タイトル                                                        | 作詞 | 作曲・編曲 |
| -- | --------------------------------------------------------------- | ---- | ---------- |
| 1. | 「TUBE LIVE AROUND 2008 〜YOUBEST〜 ツアードキュメント -前編-」 |      |            |

## 楽曲の収録アルバム
- Paradiso (#1,2)
- All Singles TUBEst -White- (#1)